# میکله پادووانو
میکله پادووانو (به ایتالیایی: Michele Padovano) بازیکن فوتبال و اهل ایتالیا است که از سال ۱۹۹۷ میلادی عضو تیم ملی فوتبال ایتالیا بوده و در ۱ بازی ملی حضور داشته‌است. او در بازی‌های ملی‌اش گلی به ثمر نرساند.
میکله پادووانو آخرین بازی ملی خود را در سال ۱۹۹۷ میلادی انجام داد.